# Dwergjuffers
De dwergjuffers (Nehalennia) vormen een geslacht van libellen (Odonata) uit de familie van de waterjuffers (Coenagrionidae).

## Soorten
- Nehalennia gracilis Morse, 1895
- Nehalennia integricollis Calvert, 1913
- Nehalennia irene (Hagen, 1861)
- Nehalennia minuta (Selys, 1857)
- Nehalennia pallidula Calvert, 1913
- Nehalennia speciosa (Charpentier, 1840) – Dwergjuffer